# Bradypodion xenorhinum
Bradypodion xenorhinum este o specie de cameleoni din genul Bradypodion, familia Chamaeleonidae, descrisă de Boulenger 1901. Conform Catalogue of Life specia Bradypodion xenorhinum nu are subspecii cunoscute.